# Prudence Heward
Prudence Heward (Mont-real, 2 de juliol de 1896 – Los Angeles, 19 de març de 1947) va ser una pintora quebequesa. Les seves obres inclouen sovint figures femenines en actituds desafiants i presenten colors expressionistes.

## Biografia
Va néixer en el si d'una família benestant i es va educar en col·legis privats. De jove va mostrar interès per les arts i, encoratjada per la seva família, va assistir a l'escola Art Association de Mont-real.
Durant la Primera Guerra Mundial, Heward va viure a Anglaterra on els seus germans van servir a l'Exèrcit Canadenc, mentre ella treballava de voluntària a la Creu Roja. Al final de la guerra tornà al Canadà, continuà pintant i s'uní al Beaver Hall Hill Group. El 1924 va presentar la seva primera exposició a la Royal Canadian Academy of Arts a Toronto. De totes maneres, en aquell temps les dones artistes tenien greus dificultats per aconseguir reconeixement i no va ser fins a 1932 quan Heward va tenir la seva primera exposició com a artista individual a la Scott Gallery de Montreal.
Desitjant perfeccionar les seves habilitats, va anar a viure a París, on formà part del grup creatiu del barri de Montparnasse, entre 1925 i 1926. Prudence Heward va viure i va pintar a París, mentre estudiava a l'Académie Colarossi i freqüentava el Cafè Le Dome a Montparnasse, el refugi preferit dels escriptors i artistes nord-americans, com l'escriptor canadenc Morley Callaghan i els estatunidencs Ernest Hemingway i F. Scott Fitzgerald.

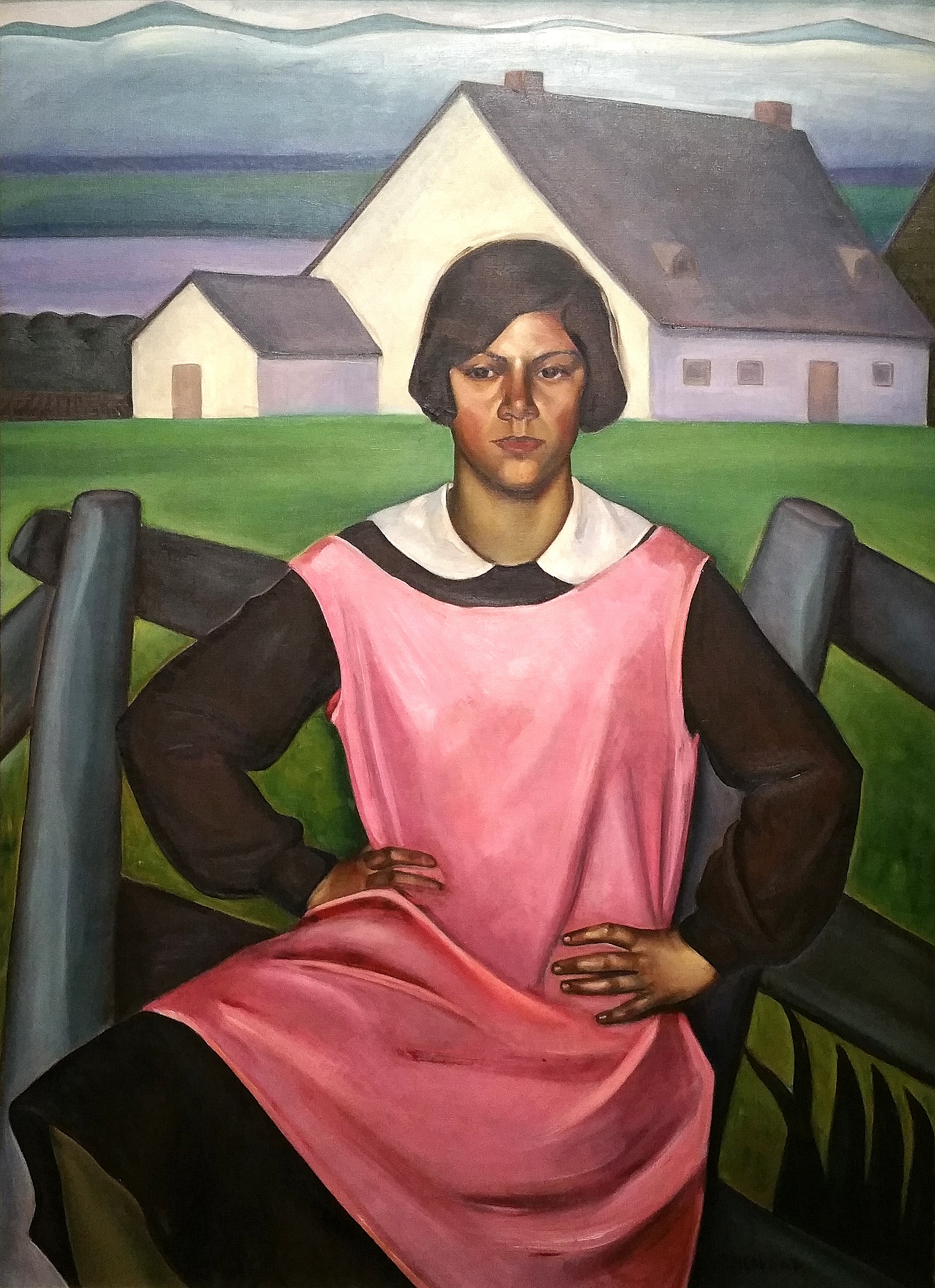
Rollande, 1929, Galeria Nacional del Canadà, Ottawa

Mentre vivia a París, Heward va conèixer la pintora d'Ontario Isabel McLaughlin amb qui va establir una gran amistat, i amb la qual va fer viatges per realitzar pintures paisatgístiques. El 1929 la seva carrera va arribar al punt àlgid quan el seu quadre Girl on a Hill va guanyar el premi del Governador general Willingdon organitzat per la Galeria Nacional del Canadà.
Va ser convidada a exhibir amb el Grup dels Set. Amb un d'ells, A. Y. Jackson, va establir una bona amistat i junts van fer excursions pel riu Sant Llorenç. Van pintar nombrosos quadres, especialment per la zona d'Eastern Townships, al Quebec. Heward és coneguda pels seus retrats de dones i nens, incloent-hi cinc nus femenins, entre els quals hi ha quatre de dones afroamericanes.

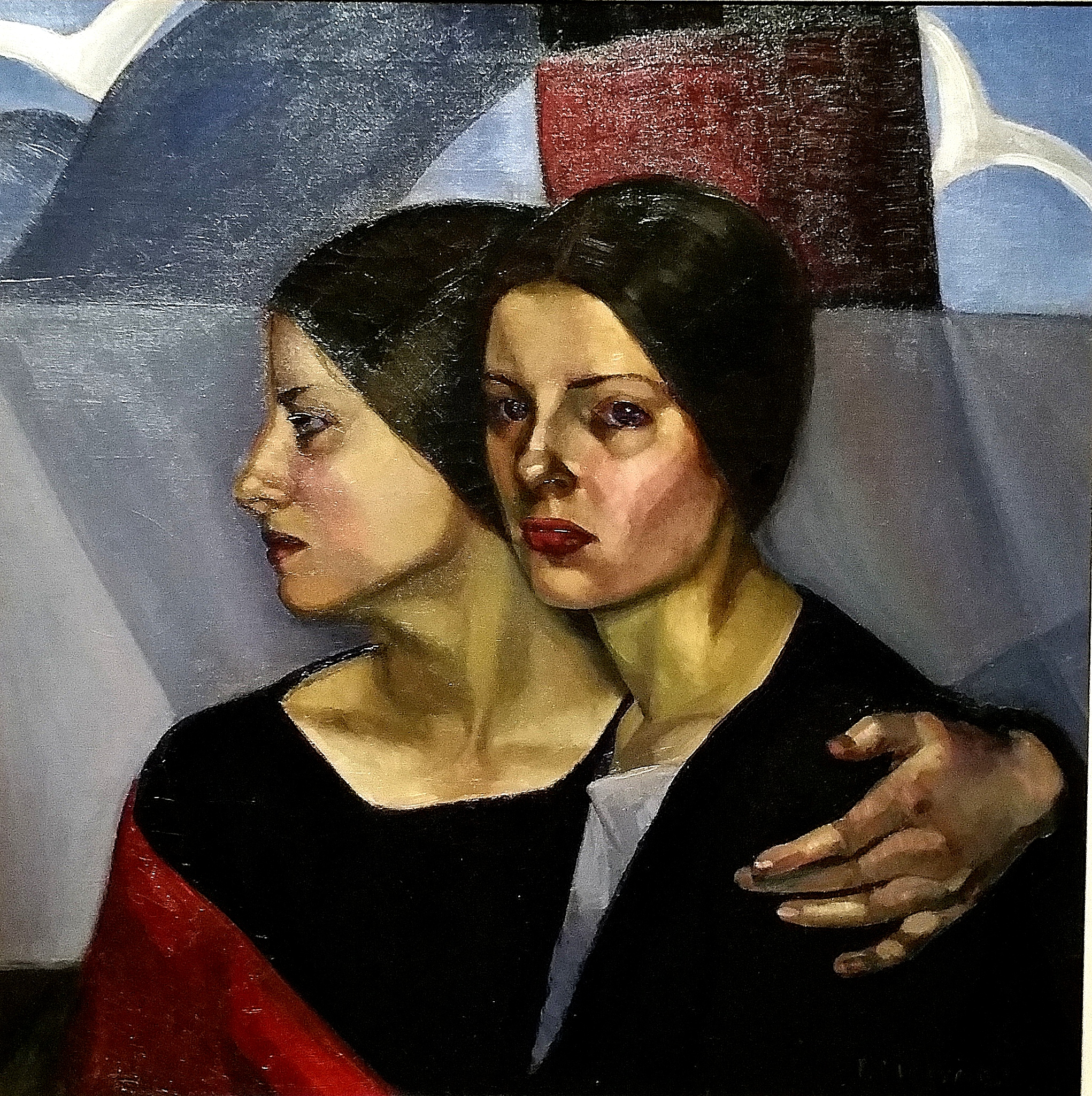
The Immigrants, 1929, Col·lecció privada. Toronto

El 1933 va cofundar el Canadian Group of Painters, però els seus problemes amb l'asma i altres dificultats de salut la van fer abandonar. Un accident d'automòbil el 1939 va minvar encara més les seves capacitats tot i que va seguir treballant en algunes obres fins al 1945, quan la seva salut es va deteriorar fins al punt de deixar de pintar. Va morir dos anys després, mentre buscava tractament a Los Angeles.

## Obres

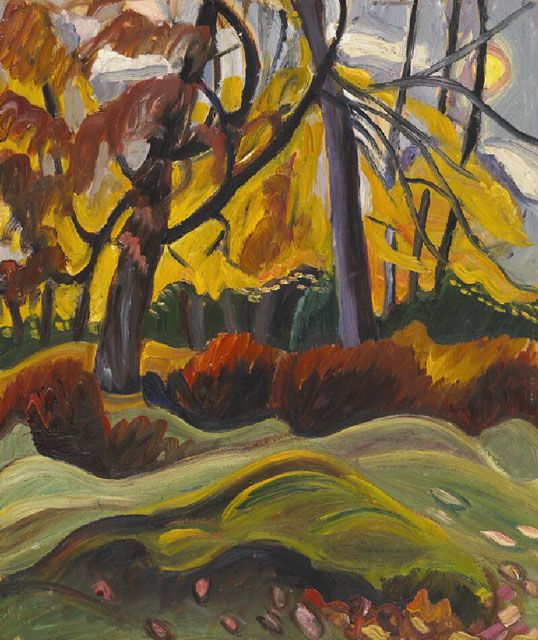
Paisatge de tardor, 1941

Avui en dia, l'obra de Prudence Heward es pot trobar en diferents galeries del Canadà, com ara la Winnipeg Art Gallery, el Museu de Belles Arts de Montreal i la National Gallery of Canada, el Musée national des beaux-arts du Québec, la Robert McLaughlin Gallery d'Oshawa i la Galeria Nacional del Canadà.

## Reconeixements
El 1996 el seu cosí, el polític Heward Grafftey, va escriure "Chapter Four: Prudence Heward" per al llibre Portraits of a Life. El 2 de juliol de 2010, el servei postal del Canadà va emetre un segell commemoratiu amb un autoretrat de Heward.